# 蠣崎氏
蠣崎氏（かきざきし）/松前氏（まつまえし）は、武家・華族だった日本の氏族。祖とされる武田信広は、若狭国出身で1454年に蝦夷地に渡り蠣崎氏の客分となったが、コシャマインの乱でアイヌの制圧を主導して蝦夷地における地位を固め蠣崎氏を継いだという。5代目の慶広の代に豊臣氏、徳川氏に臣従し、松前と改姓して松前藩を形成し、維新後華族の子爵家に列した。

## 蠣崎氏

### 系譜
下北半島は鎌倉時代以来、津軽安藤氏の支配下にあり、建武元年以後は南部氏の一族が知行していた。その系譜については以下の史料が残っている。

#### 南部史要
『北部御陣日記（東北太平記）』に拠れば、蠣崎氏は八戸根城南部師行の家臣 武田修理大夫信義から五郎信長－信吉－治部丞信道－信純（蠣崎蔵人）と続き、建武年間の頃から5代120年間、むつ市川内町蛎崎に所在した蠣崎城を居城とした。
1448年（文安5年）5月、順法寺城「北部王家」新田義純一族が蠣崎蔵人の陰謀により殺害されると、13代八戸南部政経は1456年（康正2年）から翌年にかけ蠣崎氏追討を始めた。これに対し、蔵人は松前のアイヌや安東氏・葛西氏の応援を得たが抗しきれず松前に逃げた。（康正の乱）
ただし『東北太平記』自体は、史実を確認するための史料としては疑わしい面がある。

#### 新羅之記録

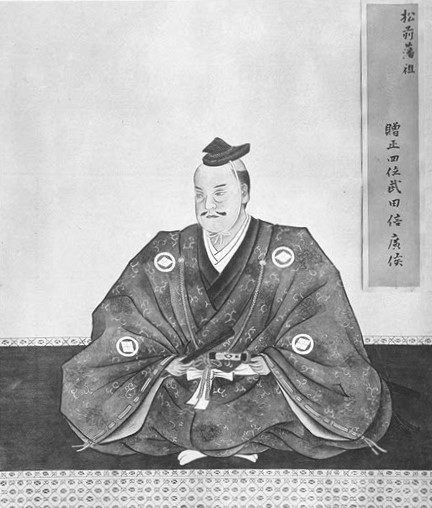
祖と伝わる武田信広

『新羅之記録』に拠れば、若狭武田氏の流れを汲む武田信広を祖とする。若狭武田氏当主信賢の子とされる武田信広が宝徳3年（1451年）に若狭から下北半島の蠣崎(むつ市川内町)に移り、その後に北海道に移住してその地を治める豪族となったという。

#### 若狭小守護代武田氏説
和氣俊行は、信広の実父とされる信賢は、信広の生年とされる永享3年（1431年）には12歳であり、実父とは考え難いと指摘する。また、信広の養父とされる信賢の弟の国信に至っては生まれてすらいない。信賢・国信の兄である信栄は永享3年時点で19歳であるが、信栄の死後に信賢が家督継承したことは、信栄に実子がいなかった可能性を示唆する。信栄らの父である信繁の子（信栄らの兄弟）という可能性は残るものの、結局、和氣の評価によれば信広が信繁の系統の若狭武田氏の出自である可能性はほぼない。
和氣はそこで、信繁系が若狭守護職を得る以前に若狭守護であった一色氏のもとで小守護代をつとめていた別系統の武田氏の出自であった可能性に注目する。この系統の武田氏は右京亮重信（法名浄源）、左近将監長盛（法名寿恩）の父子2代に渡って若狭小守護代を務めたものの、応永13年（1406年）に若狭守護代の小笠原氏が失脚したことで若狭小守護代の地位を追われたと推測されており、その後は若狭での活動が見られなくなる。また、武田信広の官途として若狭守が伝わるが、若狭武田氏の嫡流が主に用いた官途は大膳大夫や伊豆守であり、信広の同時期に若狭守を用いた例は見られない一方、『若狭国守護職次第』には若狭小守護代武田氏について「武田将監任若狭守軈出家法名壽恩」とある。
河村昭一は、名乗りの一致などから若狭守護代小笠原氏の発給文書に現れる「蓬沢」がこの若狭小守護代武田氏の別姓である可能性を指摘し、甲斐国一条郷蓬沢（現山梨県甲府市）に所領を有していた甲斐武田氏の一流であったと想定している。

### 蝦夷における蠣崎氏
当時道南では蝦夷沙汰代官であった津軽安東氏の統制下にある和人の豪族が、それぞれ独立した道南十二館を築き、そこを拠点にアイヌと交易を行っていた。花沢館主蠣崎季繁もその一人にすぎなかった。長禄元年（1457年）、和人とのトラブルを契機としてアイヌのコシャマインを中心とする和人への武装闘争（コシャマインの戦い）が発生すると、12館の内10の館がアイヌに落とされた。激戦の末、蠣崎季繁の客将であった信広が鎮圧したという。これにより、蝦夷地の和人社会において蠣崎氏が優勢となり、支配を確固たるものとした。また、武田信広は蠣崎季繁の婿養子となり、蠣崎氏を継承して蠣崎信広を名乗り、拠点を勝山館に移した。文明7年（1475年）には、樺太アイヌの首長から貢物を献上され、樺太にも影響力を及ぼした。信広の子光広の時代の永正11年（1514年）に松前の徳山館に本拠を移転している。
戦国時代に入ると東北北部から北海道南部に影響力をもっていた主家である檜山安東氏から実質的に自立の傾向を見せる。蠣崎義広の時代にはアイヌの酋長・タリコナ（北檜山・瀬棚を拠点とする）を謀殺し、その子の蠣崎季広の時代には13人の娘を安東氏などそれぞれの奥州諸大名に嫁がせて政治的な連携をはかり、戦国大名としての地位を築き上げたという。
信広の活躍を記した『新羅之記録』は松前家臣近藤家に伝来した資料で、寛永20年（1643年）に成立し、松前氏の由緒となる源義光（新羅三郎義光）以来の甲斐源氏の伝統と事跡や信広の事跡が記されている。武田信広は同時代の文書・記録資料が皆無で実在性が不明の人物であるが、若狭武田氏は戦国期に東北・北海道との交易活動を行っており、蠣崎（松前氏）の由緒（信広伝承）は甲斐源氏・武田氏の日本海交易のネットワークを前提に、東北地方の南部氏や浅利氏など甲斐源氏の同族に肩を並べる由緒として仮託されたものであると考えられている。

## 松前氏

### 桃山時代～江戸時代

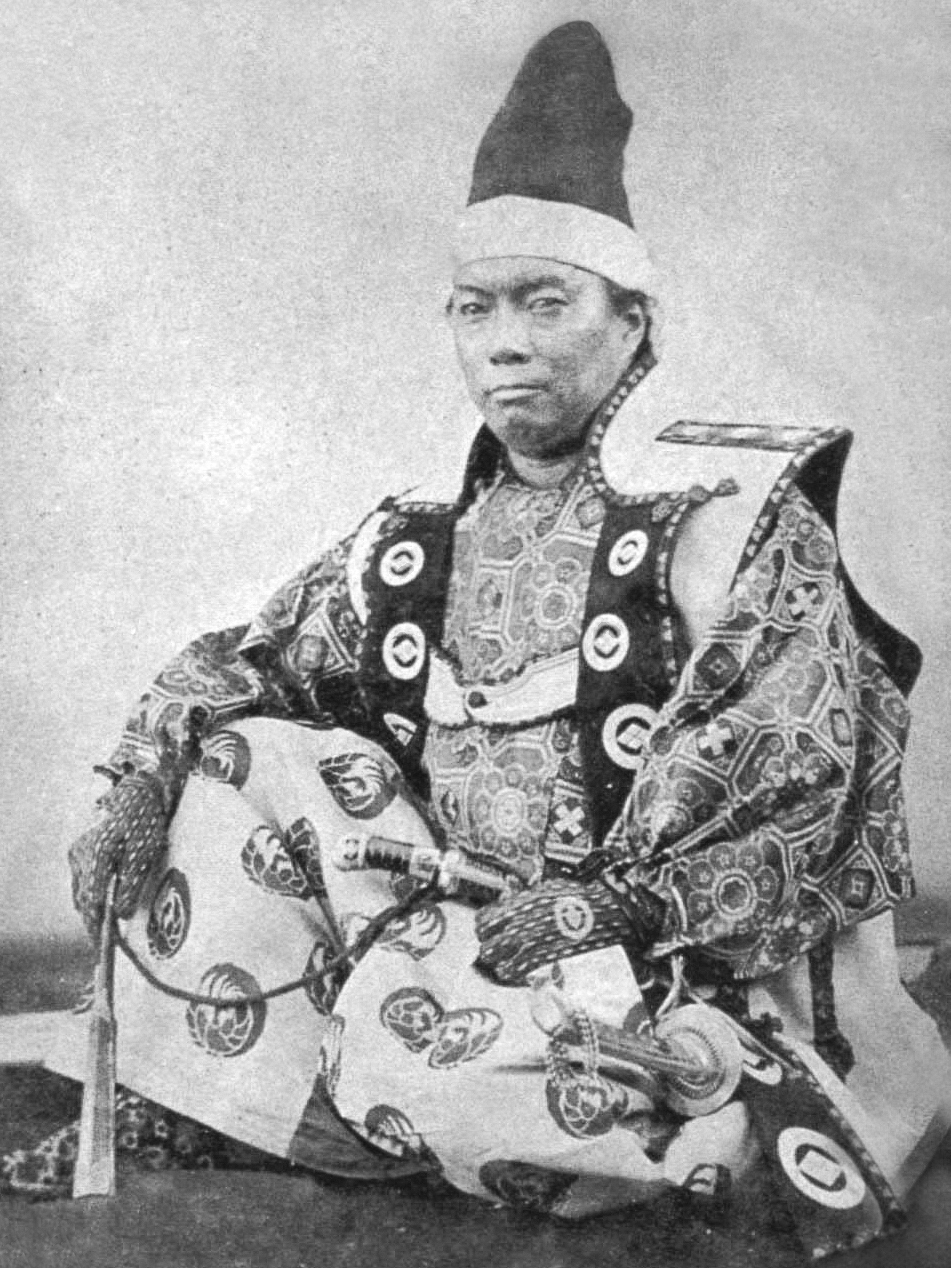
松前崇広は、江戸時代末期の大名。蝦夷松前藩の12代藩主。

1593年（文禄2年）に蠣崎季広の子・蠣崎慶広の代に豊臣秀吉より蝦夷地一円及び松前を安堵され、1599年（慶長4年）に蠣崎から松前に改姓した。1600年（慶長5年）に松前において福山城を築城。1604年（慶長9年）に徳川家康から松前家の蝦夷地支配を認める黒印状が出された。
蝦夷地では米は取れなかったので松前藩は無高だったが、水産物や獣皮の交易、商人や漁師などからの徴税が主な藩の財政となった。無高の松前家は当初は交代寄合として扱われていたが、1719年（享保4年）になって1万石格が与えられた。江戸後期にロシア艦がしばしば来航するようになったため、1799年（寛政11年）に東蝦夷地、ついで1807年（文化4年）に西蝦夷地も幕府の直轄領となり、陸奥国梁川に移封されて9000石となった。1821年（文政4年）に蝦夷地全島が返還されたが、復領後しばらくは格付けがないままで、1831年（天保2年）になって再度1万石格となった。1849年（嘉永2年）に城主大名に列した。1855年（安政2年）にも居城の福山城下を除く和人地と全蝦夷地が幕府直轄領となり、再び梁川に移封され、3万石となった。
幕末には、藩主の松前崇広が外様大名ながら幕府の老中に取り立てられている。この人事は彼が親しくしていた老中阿部正外の推薦とみられている。しかし兵庫開港問題をめぐって阿部とともに開港時期引き延ばしに反対して徳川慶喜と対立したことで、1865年（慶応元年）10月1日に老中を解任されて国許謹慎の処分を受けた。蝦夷へ帰るとその翌年に急死。この後松前藩は相続人をめぐって16代昌広の子徳広擁立派と崇広の息子隆広擁立派の間でお家騒動が起きたが、最終的には後者が敗れ、徳広が家督を相続した。

### 明治以降
戊辰戦争で松前藩は官軍に属して戦い、青森に兵を送っていたため、福山城が手薄になり、1868年（明治1）11月に五稜郭を占拠した榎本武揚率いる旧幕府残党の攻撃によって福山城は落城し、藩主の徳広は西在の熊石より海路で津軽に逃れて弘前で没している。しかしその翌1869年（明治2年）に家督を継いだ修広は、官軍とともに領地に渡って福山城を奪回することに成功した。同年この戦功により政府から賞典禄2万石を下賜された。
同年の版籍奉還で修広が館藩（松前藩から改名）藩知事に任じられ、1871年（明治4年）の廃藩置県まで同職を務めた。
版籍奉還の際に定められた家禄は2330石。明治9年の金禄公債証書発行条例に基づき家禄と賞典禄（実額5000石）の合計7330石と引き換えに支給された金禄公債の額は、10万7881円30銭6厘（華族受給者中65位）。
1881年（明治14年）には家祖とされる武田信広を祀る松前神社が福山城北の丸跡に建設された。
1884年（明治17年）に華族令が施行されて華族が五爵制になると修広は旧小藩知事として子爵に叙された。またこれとは別に崇広の息子である松前隆広も1889年（明治22年）に分家華族として男爵に叙されている。
一方1891年（明治24年）に佐土原島津家、大村家、真田家の三家が維新の功で子爵から伯爵に陞爵したのを見た修広は、松前家にもその資格があると考え、宮内大臣田中光顕に宛てて松前家の維新の功を列挙したうえで伯爵陞爵請願書を提出したが、これは不許可となっている。
昭和前期に松前子爵家の邸宅は福岡県久留米市梅満町にあった。
第二次世界大戦中に当時の当主松前正広子爵が戦死した際に相続人が襲爵の手続きをしなかったため子爵位は消滅した。

## 歴代当主
1. 蠣崎季繁
2. 武田信広
3. 蠣崎光広
4. 蠣崎義広
5. 蠣崎季広
6. 松前慶広
7. 松前公広
8. 松前氏広
9. 松前高広
10. 松前矩広
11. 松前邦広
12. 松前資広
13. 松前道広
14. 松前章広
15. 松前良広
16. 松前昌広
17. 松前崇広
18. 松前徳広
19. 松前修広
20. 松前勝広
21. 松前正広
22. 松前之広
23. 松前孝広

## 系譜
太字は当主、実線は実子、点線は養子。